# Edgar Beyn
Edgar Beyn (ur. 21 stycznia 1894, zm. 18 listopada 1963) – niemiecki żeglarz, olimpijczyk, mistrz świata.
Na regatach rozegranych podczas Letnich Igrzysk Olimpijskich 1928 wystąpił w klasie jole 12-stopowe zajmując 5. pozycję.
Dwukrotnie brał udział w mistrzostwach świata w klasie Star, zwyciężając w 1939 roku w parze z Waltherem von Hütschlerem.